# 韓丹蘇丹
韓丹蘇丹（خندان سلطان，Handan Sultan，1570年—1605年11月9日）是鄂圖曼帝國蘇丹穆罕默德三世的妻子，出生自波士尼亞。韓丹蘇丹與穆罕默德三世育有四個兒子，其中僅艾哈邁德一世長大成人。1603年穆罕默德三世去世，即位的艾哈邁德一世僅13歲，由韓丹蘇丹以蘇丹皇太后身份攝政，並使艾哈邁德一世任命亞忽思·阿里帕夏為大維齊爾。韓丹蘇丹於1605年因病去世，葬在聖索菲亞大教堂。

## 來源
- Börekçi, Günhan. . 2010.
- Sakaoğlu, Necdet. . Oğlak Yayıncılık. 2008. ISBN 978-6-051-71079-2 （土耳其语）.